# Master Boot Record

Partitionierung gemäß den MBR-Spezifikationen: master boot record (links ein Master Boot Record, rechts ein Volume Boot Record)

Der Master Boot Record (kurz MBR) enthält ein Startprogramm für BIOS-basierte Computer (IBM-PC-kompatible Computer) und eine Partitionstabelle. Er befindet sich im ersten Sektor eines in Partitionen aufteilbaren Speichermediums wie beispielsweise einer Festplatte. Das Konzept aus Startprogramm und Partitionstabelle wurde 1983 mit dem IBM PC XT und MS-DOS/PC DOS 2.0 eingeführt. Als Partitionstabelle hat sich der MBR als De-facto-Standard für Speichermedien aller Art, z. B. USB-Sticks, Speicherkarten oder externe Festplatten, etabliert und wird auch als PC-Partitionsschema bezeichnet.
Seit ca. 2010 wird bei großen Speichermedien (> 2 TiB) zunehmend die GUID-Partitionstabelle (GPT-Partitionsschema) verwendet, die auch als Nachfolger für den MBR entwickelt wurde.

## Historische Entwicklung
Als der IBM PC entwickelt wurde, waren Speichermedien zunächst nicht in Partitionen unterteilt. Die Urfassung des IBM PC, das Modell 5150 von 1981, hatte zwei 5¼″-160-KiB-Disketten-Laufwerke. Das mitgelieferte Betriebssystem PC DOS 1.0 (MS-DOS 1.14) konnte dann auch nur mit dieser speziellen Konfiguration umgehen.
Das BIOS, eine Neuentwicklung für den IBM PC, erwartete an Position CHS 0:0:1 (Spur 0, Kopf 0, Sektor 1) den 512 Bytes großen Bootsektor, lud diesen in den Speicher und führte ihn aus. PC DOS 1.0 enthält an dieser Stelle einen Bootsektor, der von dieser fixen Konfiguration ausgeht: 160-KiB-Speichermedien mit 8 Sektoren pro Spur.
Mit Erscheinen des IBM PC XT 1983 wurden neuere Diskettenlaufwerke und erstmals auch eine Festplatte eingeführt. Der Bootsektor musste also angepasst werden, da nicht mehr von einer fixen Konfiguration ausgegangen werden konnte. Mit PC DOS 2.0 (MS-DOS 2.0) wurde daher für Disketten der Volume Boot Record (VBR) eingeführt, der einen BIOS Parameter Block (kurz BPB) für die unterschiedlichen Diskettenformate enthält und vom Code im VBR ausgewertet wird. Somit konnten auch Disketten mit 9 Sektoren pro Spur für die neuen 360-KiB-Laufwerke verwendet werden, und weitere zukünftige Diskettengeometrien wurden dadurch ermöglicht. Für die Festplatte wurde der Master Boot Record eingeführt, der nun eine Einteilung in mehrere Bereiche erlaubte. Die Bereiche wurden Partitionen genannt, der Vorgang des Einteilens partitionieren. Die Partitionen haben feste Größen, sodass es passieren konnte, dass eine Partition voll wurde, aber auf anderen noch freier Platz war. Ebenfalls mit der Einführung von Festplatten wurde die Möglichkeit geschaffen, Dateien innerhalb jeder Partition in Bereiche abzulegen, die Verzeichnisse genannt wurden. Später wurden die Verzeichnisse auch Ordner genannt. Diese Bereiche stellen keine festen Grenzen dar. Ist ein Verzeichnis voll, so ist zugleich die Partition voll. Zur Unterscheidung von Dateinamen wurde den Verzeichnisnamen ein umgekehrter Schrägstrich vorangestellt, der Backslash („\“). (Siehe FAT-Dateisystem). Weiterhin war es möglich, in Verzeichnissen weitere Verzeichnisse abzulegen, die dann Unterverzeichnisse genannt wurden.
Aus Kompatibilitätsgründen wurde die Konvention beibehalten, den Bootsektor in den Speicher zu laden und auszuführen. Und zwar auch bei Datenträgern mit mehreren Partitionen. Dazu wurde der Bereich für das ausführbare Programm leicht gekürzt und der frei gewordene Teil am Ende durch die Partitionstabelle ersetzt. Die Funktion des Bootloaders ist derart modifiziert, dass der Programmcode im MBR zunächst nur die enthaltene Partitionstabelle auswertet und im Chainloading-Prinzip den eigentlichen Bootloader lädt und ausführt, der sich im ersten Sektor derjenigen Partition befindet, die als aktiv markiert ist. Die System-Firmware (das BIOS) des Computers braucht daher die Struktur mit den Partitionen nicht zu kennen und kann wie bisher das Programm im ersten Sektor der Festplatte ausführen.

## Funktionen
Der Master Boot Record (MBR) besteht bei startfähigen Datenträgern aus zwei Teilen:
1. einem Startprogramm (englisch Bootstrap Code) – jenes Programm im Bootsektor, das im Chainloading-Prinzip den Bootloader eines Betriebssystems auf einer der Partitionen startet.
2. einer Partitionstabelle – in diesem Zusammenhang wird auch oft von einem Partitionssektor (englisch partition sector) gesprochen.

Auf IBM-PC-kompatiblen Computern wird die Partitionstabelle im Normalfall vom Startprogramm ausgewertet – dieses übernimmt die Funktion eines Bootloaders für BIOS-basierte x86-Computer.
Auf Datenträgern, von denen kein Betriebssystem gestartet werden kann oder soll, wird von einem bereits laufenden System nur die Partitionstabelle verwendet – ein eventuell vorhandenes Startprogramm wird dabei nicht genutzt. Dies ist zum Beispiel der Fall, wenn ein USB-Stick, der eine MBR-Partitionstabelle enthält, an einem Computer oder einem anderen Gerät mit USB-Schnittstelle verwendet wird.
Bei der GUID-Partitionstabelle (englisch GUID Partition Table, GPT), die bei modernen Systemen zunehmend den MBR als dessen Nachfolger ersetzt, wird der aus Kompatibilitätsgründen enthaltene MBR zum Schutz mit einer den gesamten Speicherbereich belegenden Partition erstellt, damit die in den darauffolgenden Datenblöcken vorhandene GUID-Partitionstabelle und die darin definierten Partitionen nicht unbeabsichtigt überschrieben werden (“protective MBR”).

### Startvorgang (Booten)
Um mit dem historischen IBM PC kompatibel zu bleiben, wird von einem BIOS im Zuge des Startens (englisch Booten) normalerweise der erste Sektor eines angeschlossenen Speichermediums gelesen und ausgeführt. Dieser Sektor wird daher auch als Bootsektor bezeichnet. Beim Master Boot Record übernimmt das Startprogramm die Kontrolle, indem es die Partitionstabelle auswertet und ein ausgewähltes Betriebssystem startet. Im Standard-MBR von MS-DOS/PC DOS 2.0 ist dies der Master Boot Code, der die erste aktive (als bootfähig gekennzeichnete) Partition findet und anschließend den Bootsektor dieser Partition ebenfalls lädt und ausführt.
Im Allgemeinen ist es daher nicht das BIOS, das die aktive Partition sucht und den Bootsektor (VBR) dieser Partition startet. Einige Hersteller entwickelten jedoch BIOS-Varianten mit zusätzlichen Funktionen wie einem Auswahlmenü, um das Starten von einer beliebigen Partition zu erlauben; auch Funktionen, die weitere herstellerspezifische Programme von einer Partition nachladen, sind verbreitet. Dies bietet beispielsweise IBM/Lenovo auf vielen Laptops der ThinkPad-Reihe in Form einer „Servicepartition“, deren Programme direkt aus dem BIOS heraus gestartet werden können. Bei vielen Compaq-Modellen wiederum ist das BIOS-Setup nur über externe Programme erreichbar: Die Taste F10, die vom Anwender während der BIOS-Phase gedrückt werden muss, um das BIOS zu konfigurieren, ist dabei nur dann verfügbar, wenn auch ein nur dafür vorgesehenes DOS-Betriebssystem inklusive Setup- und Diagnoseprogrammen in einer speziellen Partition (Typ 0x12) auf der ersten Festplatte vorhanden ist. Alternativ lässt sich dieses BIOS nur noch über eine Startdiskette mit den entsprechenden Programmen konfigurieren.
Obwohl der IBM PC ursprünglich jede Art von Bootcode unterstützte, prüfen manche BIOS-Varianten vor dem Start, ob eine gültige Partitionstabelle vorhanden ist. Wenn ein PC-System nur den MBR verwendet, merkt der Anwender davon in fast allen Fällen nichts, doch führt dies z. B. bei der Verwendung von GPT-formatierten Datenträgern dazu, dass der Startvorgang durch jenes BIOS unterbrochen wird oder ein Starten dadurch sogar grundsätzlich unmöglich ist. Auch können auf solchen BIOS-Varianten keine Betriebssysteme gestartet werden, die keinen MBR verwenden oder benötigen (wie z. B. FreeBSD oder Eigenbau-Betriebssysteme). Selbst wenn ein gültiger MBR vorhanden ist, prüfen manche BIOS-Varianten zusätzlich, ob eine aktive Primärpartition existiert und ob diese einen Bootsektor enthält. Dieses Verhalten führt dazu, dass ein Betriebssystem, dessen Bootloader im MBR selbst installiert wird und das deswegen keine Partition als aktiv markiert, nicht starten kann und das BIOS stattdessen eine meist uneindeutige Fehlermeldung ausgibt.

## Synonyme
Neben der Bezeichnung Master Boot Record finden sich auch folgende alternative Bezeichnungen für den MBR:
- Partition Boot Sector oder partition sector bzw. Partitionssektor[12]
- Master Boot Sector[12]

## Aufbau des MBR
| Adresse | Adresse | Funktion / Inhalt                                  | Funktion / Inhalt                                                     | Größe (Bytes) |
| hex     | dez     | Funktion / Inhalt                                  | Funktion / Inhalt                                                     | Größe (Bytes) |
| ------- | ------- | -------------------------------------------------- | --------------------------------------------------------------------- | ------------- |
| 0x0000  | 0       | Startprogramm (englisch Bootloader) (Programmcode) | Startprogramm (englisch Bootloader) (Programmcode)                    | 440           |
| 0x01B8  | 440     | Datenträgersignatur (seit Windows 2000)            | Datenträgersignatur (seit Windows 2000)                               | 4             |
| 0x01BC  | 444     | Null (0x0000)                                      | Null (0x0000)                                                         | 2             |
| 0x01BE  | 446     | Partitionstabelle                                  | Partitionstabelle                                                     | 64            |
| 0x01FE  | 510     | 55hex                                              | Bootsektor-Signatur (wird vom BIOS für den ersten Bootloader geprüft) | 2             |
| 0x01FF  | 511     | AAhex                                              | Bootsektor-Signatur (wird vom BIOS für den ersten Bootloader geprüft) | 2             |
| Gesamt: | Gesamt: | Gesamt:                                            | Gesamt:                                                               | 512           |

### Startprogramm (Bootloader)
Der Bootloader des Master Boot Record ist ein kleines Programm, das vom BIOS aufgerufen wird. Dieses lädt den Bootloader immer im 8086-kompatiblen 16-Bit-Modus “Real Mode”. Beim Standard-MBR von MS-DOS/PC DOS 2.0 heißt dieses Startprogramm Master Boot Code, sucht in der Partitionstabelle nach „sichtbaren“ und „aktiven“ Partitionen und lädt anschließend den Bootsektor der ersten aktiven Partition und führt diesen aus. Im Chainloading-Verfahren wird dann das eigentliche Betriebssystem geladen.
Der Master Boot Code wurde bei jedem Betriebssystem von Microsoft ein wenig verändert, entspricht aber im Wesentlichen immer noch dem ursprünglichen Programmcode von MS-DOS 2.0. Da er grundsätzlich jedes Betriebssystem auf der ersten aktiven Partition starten kann, wird ein Master Boot Record mit enthaltenem Master Boot Code auch als Standard-MBR bezeichnet.
Der Bootloader kann jedoch durch speziell dafür vorgesehene Programme ersetzt bzw. erweitert werden. Populär sind vor allem Bootmanager, die das vorher enthaltene Startprogramm auslagern und im MBR ersetzen, um stattdessen ein Auswahlmenü oder ähnliches anzuzeigen und so z. B. das Starten von beliebigen Partitionen ermöglichen. Auch gibt es Disk Manager, welche BIOS-Limitierungen durch Geometrieumsetzung umgehen sollen (z. B. um Logical Block Addressing bereitzustellen). Derartige Programme nutzen oft eine eigene Partition oder einen reservierten (unpartitionierten) Bereich auf der Festplatte, von dem weitere Dateien oder weiterer Programmcode nachgeladen wird.
Auch Bootviren nutzen den Bootloader des MBR, um vor dem eigentlichen Betriebssystemstart bereits aktiviert zu sein.
Ein fehlender oder defekter Bootloader führt dazu, dass vom Datenträger überhaupt nicht gestartet werden kann, selbst wenn in einer der Partitionen ein Betriebssystem mit intaktem Bootsektor vorhanden ist. Da einige Bootloader zusätzliche Dateien nachladen, liegt ein Defekt auch dann vor, wenn zwar der MBR und die Partition des Betriebssystems intakt sind, aber die Dateien des Bootloaders fehlerhaft sind oder fehlen.

#### Das Startprogramm verschiedener Betriebssysteme
Da das Startprogramm (englisch Bootloader) nur zum Starten (englisch Booten) eines IBM-PC-kompatiblen Computers vorhanden sein muss, wird es normalerweise bei der Installation eines Betriebssystems in den MBR geschrieben. Dies kann auf unterschiedliche Weise geschehen. DOS und Windows beispielsweise schreiben den Master Boot Code immer auch beim Erstellen einer Partitionstabelle durch das Dienstprogramm fdisk. Ist jedoch bereits ein MBR vorhanden, so wird mit fdisk normalerweise der Bootloader nicht verändert, bei der Installation eines Betriebssystems hingegen schon. Bei den meisten Linux-Distributionen wird der Bootloader im MBR nur durch das Installieren eines spezifischen Linux-Bootloaders initiiert, wenn für diesen als Installationsort der MBR angegeben wurde.
Verbreitete Startprogramme im MBR sind:
- Master Boot Code – generisch, von Microsoft seit MS-DOS 2.0: lädt einen Bootsektor von der ersten aktiven Partition
- mbr und mbr-install[15] – ebenfalls generisch und von TestDisk verwendet
- mbrbm – generisch[16]
- bootany – generisch, Teil von BSD/OS[17][18]
- booteasy – generisch, von FreeFDISK (FreeDOS-FDISK) verwendet[19]
- LILO
- GRUB

##### DOS und MS-DOS-basierte Windows-Versionen
Unter DOS kann der MBR bei nicht partitionierten Datenträgern mit dem zu DOS gehörigen debug angesehen und bearbeitet werden. Wenn der Datenträger dagegen partitioniert ist, so kann mit debug nur der Boot-Sektor (Boot Record) der jeweiligen Partition angesehen werden. Um auf den MBR zuzugreifen, wird ein Diskeditor (wie z. B. Diskedit.exe, PTEdit.exe etc.) benötigt. MS-DOS und die auf MS-DOS aufbauenden Windowsvarianten, Windows 9x (Windows 95 bis Windows Me), überschreiben den Bootloader im MBR bei der Installation ohne Rücksicht auf seinen bisherigen Inhalt.
Im Falle eines Fehlers im MBR kann unter DOS mit dem undokumentierten Befehl fdisk /mbr ein neuer Standard-Masterbootrecord geschrieben werden. Dabei wird der gesamte MBR mit Ausnahme der Partitionstabelle überschrieben, wodurch Bootviren entfernt werden können, sofern das Virus nicht den Schreibzugriff auf den Master Boot Record erkennt und abfängt. Allerdings wird bei diesem Vorgehen auch ein eventuell vorhandener Bootmanager entfernt, da seine Anweisungen durch den Standard-Code von MS-DOS überschrieben werden.

##### Windows NT bis Windows XP
Einige Microsoft-Windows-Versionen der NT-Linie, u. a. XP, nicht jedoch NT 4 und 2000, überschreiben den Bootloader (die ersten 446 Bytes des MBR) bei jeder Neuinstallation zwar auch, berücksichtigen aber noch vorhandene Informationen über ein älteres Microsoft-Betriebssystem, also MS-DOS und andere darauf basierende Windows-Versionen. In diesem Fall wird der NTLDR mit Auswahlmöglichkeit zwischen den verschiedenen installierten Microsoft-Betriebssystemen vorkonfiguriert.
Für Windows 2000, Windows XP und Windows Server 2003 gibt es die Wiederherstellungskonsole, hier dient der Befehl fixmbr zur Reparatur des MBR (mit Ausnahme der Datenträgersignatur) und fixboot zur Reparatur des Bootsektors einer Partition (beide fix-Befehle nur für x86-Systeme).

##### Windows Vista und 7
Im Gegensatz zu älteren NT-basierten Windows-Systemen startet Vista aus dem Bootsektor den Bootmanager BOOTMGR (unter NT/XP war dies ntldr). BOOTMGR entnimmt die Informationen zum bootenden Betriebssystem nicht der Datei boot.ini, sondern der Datei \Boot\BCD, welche entweder auf der EFI-System-Partition liegt oder direkt auf der Systempartition bei Systemen mit PC-BIOS.
Zum Finden und Adressieren des Startlaufwerks verwendet BOOTMGR die Datenträgersignatur (Bytes 440–443 im MBR) und den Laufwerkstartoffset (in Bytes). Beide Werte sind in der BCD-Datei als BcdDeviceData-Elemente mit der Bezeichnung X1000001 gespeichert. Zum Ermitteln des Startlaufwerks vergleicht BOOTMGR die Datenträgersignatur aller erkannten Datenträger mit den gewählten Booteinträgen. Wurde die Datenträgersignatur nicht gefunden bzw. verändert, verweigert Windows den Start mit einem „winload error 0xc000000e“.
Hat man die Startpartition verschoben oder ist der Laufwerkstartoffset aus einem anderen Grund fehlerhaft, quittiert BOOTMGR das mit „winload error 0xc0000225“.
Die BCD-Datei ist im Gegensatz zur boot.ini keine einfache Textdatei, sondern eine Binärdatei (genauer vom Aufbau her ein Registry Hive) und kann nicht mit einem normalen Texteditor bearbeitet werden. Neben Regedit und dem programmiertechnischen Zugriff auf die BCD-Daten per WMI-Interface ist BCDEdit.exe zurzeit das einzige von Microsoft bereitgestellte Tool, das eine umfassende Bearbeitung der BCD-Datei ermöglicht. Es kann in einem laufenden Windows (oder von einer entsprechenden Windows-PE-CD) an der Kommandozeile aufgerufen werden.
Alternativ kann beim Booten von der Windows-CD über den Punkt „Computer reparieren/Systemwiederherstellungsoptionen“ das Tool bootrec.exe in der Eingabeaufforderung aufgerufen werden. bootrec /fixmbr schreibt einen neuen MBR, bootrec /fixboot einen neuen Startsektor in die Systempartition.
Eine Drittanbieter-Alternative ist das Tool EasyBCD, das eine Bearbeitung der BCD-Datei mittels grafischer Oberfläche ermöglicht.

##### Linux (und einige UNIX-Varianten)
Linux-Distributionen oder Solaris installieren meist den Bootlader GRUB, seltener den älteren LILO, SYSLINUX oder andere. GRUB ist in der Lage, verschiedene Betriebssysteme (z. B. Linux, BSD, macOS oder Windows) zu starten.

##### GRUB Legacy
Beim Systemstart wird zuerst die „Stage 1“ des GRUB aus dem MBR eingelesen und ausgeführt. Sie hat nur die Aufgabe, die sogenannte „Stage 2“ zu finden. Entweder wird der Sektor des Datenträgers, in dem die „Stage 2“ beginnt, in der „Stage 1“ hinterlegt oder es wird die Partitionsnummer und der Dateipfad angegeben. Im ersten Fall wird direkt die „Stage 2“ geladen. Im zweiten Fall wird zuerst die „Stage 1.5“, die aus einem Dateisystem-Treiber besteht, aus dem Bootsektor einer Partition geladen. Die „Stage 2“ liegt bei unixoiden Betriebssystemen normalerweise in der Datei /boot/grub/stage2. Die „Stage 2“ liest die Konfiguration aus /boot/grub/menu.lst oder /boot/grub/grub.cfg ein, zeigt ein Bootmenü an und lädt anschließend den Kernel und sein Image oder startet den Bootloader eines anderen Betriebssystems, wie Windows.

##### LILO
Bei LILO werden alle zum Booten nötigen Daten direkt in den MBR geschrieben. LILO startet immer direkt den ersten Sektor des Kernels. Die LILO-Konfigurationsdatei (/etc/lilo.conf) dient einzig dem Programm /sbin/lilo dazu, einen MBR zu erzeugen. Am Start des Systems ist nur der von /sbin/lilo erzeugte MBR beteiligt. Durch dieses einfache Konzept geht einiges an Flexibilität verloren. So muss bei jeder Änderung am Kernel oder an den Bootoptionen ein neuer MBR geschrieben werden. Bootmanager wie GRUB oder Syslinux werten jedes Mal beim Booten ihre Konfigurationsdatei aus und sind zum Teil sogar in der Lage, diese während des Bootmenüs zu modifizieren.

##### Installation, Sicherungskopie und Deinstallation
Mit dem Befehl grub set /dev/sda (bei LILO: lilo /dev/sda) wird die „Stage 1“ von GRUB in den MBR geschrieben und, falls vorgesehen, die „Stage 1.5“ in den Bootsektor einer Partition. Unter Linux kann man den Code-Teil (samt Partitionstabelle) des MBR (s.o) normalerweise mit dem Befehl dd if=/dev/hda of=mbr_backup bs=512 count=1 (/dev/hda ursprünglich für den ersten IDE-; /dev/sda für den ersten SCSI-, S-ATA-, IEEE-1394- oder USB-Datenträger, heute auch für IDE) in einer Datei als Sicherungskopie speichern. Zum Wiederherstellen genügt analog dd of=/dev/hda if=mbr_backup conv=notrunc. Da dieses Vorgehen aber den gesamten ersten Sektor der Platte neu schreibt, geht eine zwischenzeitlich geänderte Partitionierung wieder verloren! Daher empfiehlt es sich, nach jeder Umpartitionierung eine neue Backup-Kopie des MBR zu erstellen.
Löschen kann man den GRUB- oder LILO-MBR mit dem Befehl dd if=/dev/zero of=/dev/sdx bs=512 count=1 conv=notrunc. Dabei wird der Boot-Code des MBR und die Partitionstabelle (Bestandteil des 512 Bytes großen Sektors!) komplett mit Nullen überschrieben. Soll die Partitionstabelle jedoch erhalten bleiben und nur der eigentliche Bootcode überschrieben werden, darf man nur die ersten 440 Bytes überschreiben, z. B.:
 dd if=/dev/zero of=/dev/sdx bs=440 count=1 conv=notrunc.
Auch die Installation eines anderen Bootloaders (z. B. NTLDR) löscht in der Regel den Bootcode des zuvor installierten Systems vollständig, lässt die Partitionstabelle jedoch unangetastet.
Der Zusatz conv=notrunc in den gegebenen Beispielen wirkt sich nur aus, wenn das Ziel eine normale (schon früher erstellte) Image-Datei ist. Diese würde andernfalls ohne diesen Zusatz nach dem letzten geschriebenen Byte abgeschnitten werden. Bei Block-Devices (also Festplatten, Partitionen) als Ziel wirkt die Option sich nicht aus.

### Datenträgersignatur
Die Datenträgersignatur (auch Festplattenidentifikation, engl. Disk Signature bzw. Disk identifier) wird von Windows 2000 und XP verwendet, um Datenträger, die mit einer klassischen Partitionstabelle versehen sind (von Microsoft Basisdatenträger genannt), eindeutig zu identifizieren. Dadurch ist die Datenträgersignatur z. B. bei der Zuordnung von Laufwerksbuchstaben zu Partitionen von entscheidender Bedeutung: Während frühere Windows-Versionen auf die von MS-DOS ermittelten Laufwerksbuchstaben zurückgreifen, sind diese Zuordnungen ab Windows 2000 in Registry-Schlüsseln, u. a. HKLM\SYSTEM\MountedDevices, gespeichert. Bei bestimmten Systemkonstellationen wird die Datenträgersignatur auch in der Datei boot.ini verwendet, die Teil des Bootloaders von Windows NT (NTLDR) ist. Windows vergibt die Datenträgersignatur bei der Initialisierung eines neuen Datenträgers.
Insbesondere nach Datensicherungen können Probleme auftauchen, die mit der Datenträgersignatur zusammenhängen:
- Einer Systemkonfiguration, in der zwei Datenträger mit identischer Datenträgersignatur existieren, z. B. ein Originaldatenträger und ein Datenträger mit einer bitweise identischen Kopie, wird im System kein Laufwerksbuchstabe zugeordnet.
- Einer kopierten Systempartition wird unter bestimmten Umständen ein neuer Laufwerksbuchstabe zugewiesen. In solchen Fällen scheitert der Bootvorgang.[27]

Der Befehl fixmbr in der Wiederherstellungskonsole von Windows XP lässt die Signatur unverändert. Dagegen frischt der Befehl fdisk /mbr, der den Boot-Code neu schreibt, auch die Datenträgersignatur auf.
Der Linux-Befehl dd if=/dev/zero of=<Datenträger> bs=1 count=4 seek=440 conv=notrunc überschreibt die Datenträgersignatur mit Nullen, wodurch Windows dazu gebracht wird, eine neue Datenträgersignatur zu erzeugen.

### Partitionstabelle
Die Partitionstabelle gibt Auskunft über die Partitionen auf einem Datenträger. Ist sie fehlerhaft oder fehlt sie gar vollständig, ist der Zugriff auf die Daten der Partitionen nicht ohne weiteres möglich. In vielen Fällen lässt sich jedoch die Partitionstabelle mit Programmen wie TestDisk wiederherstellen. Der Eintrag jeder Partition enthält zwei CHS-Adressen (die Start- und die Endadresse) und jeweils eine logische Blockadresse und die Partitionsgröße in Datenträgerblöcken als 32-bit-Zahlen. Dadurch lassen sich mit herkömmlichen Partitionstabellen über CHS-Adressierung maximal etwas über 8 GB (ca. 7,87 GiB) große Datenträger und (wenn vom Betriebssystem unterstützt) mit LBA etwas über 2 TB (fast 2 TiB) große Partitionen bzw. etwas über 4 TB (fast 4 TiB) große Datenträger nutzen, s. u. Um größere Datenträger oder Partitionen ansprechen zu können, muss die Nachfolgetechnologie GUID Partition Table (GPT) oder eine Festplatte im Advanced Format genutzt werden.

#### Aufbau der Partitionstabelle
| Offset | *0 | *1 | *2 | *3 | *4 | *5 | *6 | *7 | *8 | *9 | *A | *B | *C | *D | *E | *F |
| ------ | -- | -- | -- | -- | -- | -- | -- | -- | -- | -- | -- | -- | -- | -- | -- | -- |
| 0000   | fc | 31 | c0 | 8e | d0 | 31 | e4 | 8e | d8 | 8e | c0 | be | 00 | 7c | bf | 00 |
| 0010   | 06 | b9 | 00 | 01 | f3 | a5 | be | ee | 07 | b0 | 08 | ea | 20 | 06 | 00 | 00 |
| .      |    |    |    |    |    |    |    |    |    |    |    |    |    |    |    |    |
| 0190   | 00 | 00 | 7c | 00 | 00 | 00 | 00 | 00 | 00 | 00 | 00 | 00 | 00 | 31 | 32 | 33 |
| 01a0   | 34 | 46 | 00 | 00 | 41 | 4e | 44 | 54 | 6d | 62 | 72 | 00 | 02 | 02 | 02 | 1f |
| 01b0   | c7 | 00 | 00 | 80 | 00 | 00 | 00 | 00 | 78 | 56 | 34 | 12 | 00 | 00 | 00 | 01 |
| 01c0   | 01 | 00 | 83 | fe | ff | ff | 3f | 00 | 00 | 00 | 41 | 29 | 54 | 02 | 00 | fe |
| 01d0   | ff | ff | 82 | fe | ff | ff | 80 | 29 | 54 | 02 | fa | e7 | 1d | 00 | 80 | fe |
| 01e0   | ff | ff | 83 | fe | ff | ff | 7a | 11 | 72 | 02 | fa | e7 | 1d | 00 | 00 | fe |
| 01f0   | ff | ff | 05 | fe | ff | ff | 74 | f9 | 8f | 02 | 0c | 83 | 6c | 04 | 55 | aa |

Die Tabelle befindet sich an Byte 446 (1BEhex) des jeweiligen Sektors und hat maximal 4 Einträge à 16 Byte, sie ist also 64 Byte groß. Daran anschließend folgt die Magic Number, die aus den beiden Byte 55hex und AAhex in den Byte 510 (1FEhex) und 511 (1FFhex) des Sektors besteht.
Die nebenstehende Tabelle veranschaulicht die Lage der Partitionstabelle (innerhalb des Bootsektors). Die vier Partitionseinträge sind farblich hervorgehoben. Gelb, grün, cyan und blau sind die Einträge für die vier primären Partitionen. Die Signatur ist rot hinterlegt.
Ein solcher Eintrag ist wie folgt gegliedert:
| Speicherplatzadresse (Hexadezimal) | Größe (Byte) | Inhalt                                                                                                  |
| ---------------------------------- | ------------ | --- |
| 0x00                               | 1            | bestimmt ob Partition gestartet werden kann oder nicht (80hex=bootfähig, 00hex=nicht bootfähig)         |
| 0x01                               | 3            | CHS-Eintrag des ersten Sektors                                                                          |
| 0x04                               | 1            | Typ der Partition (Partitionstyp)                                                                       |
| 0x05                               | 3            | CHS-Eintrag des letzten Sektors                                                                         |
| 0x08                               | 4            | Startsektor (relativ zum Anfang der Festplatte, oder zur erweiterten Partitionstabelle) per LBA-Methode |
| 0x0C                               | 4            | Anzahl der Sektoren in der Partition per LBA-Methode                                                    |

Unbenutzte Einträge sind mit Nullen gefüllt. Die Einträge sind im Little-Endian Format abgespeichert.
Die CHS-Einträge sind wie folgt kodiert:
Dabei werden die Zylinder von 0 bis 1023 (1024 Zylinder), die Köpfe von 0 bis 255 (256 Köpfe) und die Sektoren von 1 bis 63 (63 Sektoren) gezählt und die erhaltenen Wertetripel einem Datenblock zugeordnet.
Die CHS-Adressierung ergibt eine maximal adressierbare Größe von 8.455.716.864 Bytes (1024 Zylinder ⋅ 63 Sektoren/Zylinder ⋅ 256 Köpfe/Sektor ⋅ 512 Bytes/Kopf) und erlaubt somit eine eindeutige Adressierung nur bei Datenträgern bis knapp 8,5 GB bzw. 7⅞ GiB; wobei die CHS-Angaben meistens der Rückkompatibilität dienende Fantasiewerte sind, s. Artikel. Bei solchen vergleichsweise kleinen Datenträgern kann also eine Konvertierung von CHS nach LBA vorgenommen werden. Heutige Festplatten haben aber in der Regel deutlich größere Kapazitäten. Die CHS-Werte erhalten daher ihre Maxima vereinfacht mit „1023, 255, 63“, die tatsächliche Datenträgergröße wird jedoch durch das Logical Block Addressing, das mit ATA-2 als 48-bit-LBA eingeführt wurde, angegeben. Aus der Begrenzung der Längenangabe im „IBM-PC-kompatiblen“ Partitionseintrag auf 32 Bit und der bei Festplattenlaufwerken lange üblich gewesenen Sektorgröße von 512 Bytes Nutzdatenmenge ergibt sich eine maximale Partitionsgröße von fast 2 TiB ((232 - 1) Blöcke [Blöcke 1 bis 232-1] ⋅ 512 Bytes/Block). Unterteilt man eine Festplatte in mehrere Partitionen und lässt die letzte Partition mit maximaler Partitionsgröße auf dem letzten LBA-Sektor beginnen, lassen sich theoretisch die ersten knapp 4,4 TB (4 TiB – 1 KiB) der Festplatte benutzen; d. h. die vorletzte Partition darf die 2-TiB-Grenze nicht erreichen, mindestens der letzte 32-bit-adressierbare Block muss frei für die letzte Partition sein, weil sonst ihre Erstellung gemäß MBR-Schema unmöglich ist.
Ältere Betriebssysteme können Beschränkungen der Datenträgergröße aufweisen. Beispielsweise ist Microsoft Windows XP auf knapp 2,2 TB bzw. 2 TiB (232 [Blöcke 0 bis 232-1] ⋅ 512 Bytes) beschränkt. Größere Datenträger werden auch im unpartitionierten Zustand mit falscher Größe ausgewiesen. Der ausgelöste Überlauf lässt z. B. einen 3 TB großen Datenträger nur ca. 800 GB groß erscheinen. Schreibzugriffe können Datenverlust zur Folge haben.
Bei einer größeren logischen, d. h. von der Festplatte angegebenen, Blockgröße sind die Grenzen entsprechend erhöht (z. B. bei 4-KiB-Sektoren auf fast 32 bzw. 16 TiB), allerdings können ältere Betriebssysteme wie Windows XP nur von Datenträgern mit 512(e)-Byte-Sektoren booten.

#### Wichtige Partitionstypen mit ihren Kennnummern
Der Eintrag an Offset 04 steht u. a. für:
| Typbyte (hex) | Typbyte (hex) | Bezeichnung |
| sichtbar      | versteckt     | Bezeichnung |
| ------------- | ------------- | --- |
| –             | 00            | leer/unbenutzt |
| 01            | 11            | FAT12 ≤ 16 MB (hauptsächlich Disketten und frühe Speicherkarten mit geringer Kapazität)                                         |
| –             | 12            | OEM-Partition für Konfiguration, Diagnose, BIOS-Erweiterung                                                                     |
| 04            | 14            | FAT16 ≤ 32 MiB |
| 05            | –             | erweiterte Partition |
| 06            | 16            | FAT16 > 32 MiB |
| 07            | 17            | NTFS (Windows-NT-basiertes Windows), HPFS (OS/2) oder exFAT (diverse Betriebssysteme)                                           |
| 0B            | 1B            | FAT32 (mit CHS-Adressierung) |
| 0C            | 1C            | FAT32 mit LBA |
| 0E            | 1E            | FAT16 > 32 MiB mit LBA |
| 0F            | –             | erweiterte Partition mit LBA |
| –             | 27            | Windows RE |
| 42            | –             | Dynamischer Datenträger (ab Windows 2000)                                                                                       |
| 75            | –             | IBM GPFS |
| 82            | –             | Linux Swap; Solaris x86 (Versionen 2 bis 9), enthält mittels Disklabel abermals Partitionen; ab 2005 verwendet Solaris Typ BF   |
| 83            | –             | Linux Native mit einem von Linux unterstützten Dateisystem, z. B. ext2, ext4 oder Btrfs                                         |
| –             | 84            | Partition von Intel Rapid Start                                                                                                 |
| 8E            | –             | Linux LVM |
| A5            | –             | FreeBSD und MidnightBSD |
| A6            | –             | OpenBSD |
| A9            | –             | NetBSD |
| AF            | –             | Partition von macOS (früher Mac OS X), mögliche Dateisysteme sind HFS, HFS+ oder APFS                                           |
| BF            | –             | Solaris, enthält mittels Disklabel abermals Partitionen, übliche Dateisysteme sind UFS (bis Solaris 9) oder ZFS (ab Version 10) |
| EB            | –             | BeOS oder Haiku mit Be File System                                                                                              |
| –             | EE            | Schutz-MBR der GUID-Partitionstabelle (GPT)                                                                                     |
| –             | EF            | EFI-Partition bei Hybrid-MBR, z. B. die EFI System Partition (ESP)                                                              |
| FD            | –             | Linux-RAID-Partition |

- vollständige Liste der TU Eindhoven (englisch)

#### Primäre und erweiterte Partitionstabelle
Bei einem am PC partitionierten Medium wird die primäre Partitionstabelle vor der Signatur am Ende des ersten Sektors (Master Boot Record) abgelegt.
Die Partitionen in der Partitionstabelle des MBR heißen Primärpartitionen. Eine einzige Partition im MBR kann jedoch auch als erweitert (extended, Typ 5 oder Fhex) markiert sein. Diese verweist dann im Eintrag Startsektor auf die erste erweiterte Partitionstabelle (EBR).
Diese befindet sich im ersten Sektor der erweiterten Partition. Jede erweiterte Partitionstabelle definiert genau eine logische Partition und verweist bei Bedarf auf die nächste erweiterte Partitionstabelle. Die erweiterten Partitionstabellen funktionieren nach dem Prinzip der verketteten Liste, daher sind hinter den primären Partitionen beliebig viele logische Partitionen möglich. Als Länge des Eintrags der Typ-5-Partition im MBR ist die Summe aller verketteten logischen Partitionen eingetragen. Da immer ein Sektor von der erweiterten Partitionstabelle eingenommen wird, können erweiterte und logische Partition nicht exakt gleich groß sein.
In einer erweiterten Partitionstabelle werden somit maximal die ersten zwei Einträge benutzt. Die Startsektoren werden hier nicht mehr relativ zum Anfang der Festplatte angegeben:
- Der erste Eintrag beschreibt die logische Partition. Dessen Startsektor wird immer relativ zur Position der aktuellen Partitionstabelle angegeben.
- Der zweite Eintrag kann eine Verkettung zu einer weiteren erweiterten Partitionstabelle enthalten und hat immer den Typ 5. Im Startsektor dieses Eintrags wird immer relativ zum Sektor der ersten erweiterten Partition verwiesen.

Alte Betriebssysteme erwarten den Start einer Partition immer an den Zylindergrenzen. Daher ergibt sich auch heute noch bei verbreiteten Betriebssystemen eine Lücke von 63 Sektoren zwischen erweiterter Partitionstabelle und dem Startsektor der entsprechenden logischen Partition. Diese Sektoren in der Lücke können z. B. für einen Bootmanager oder zum Verstecken von „geheimen“ Daten, aber auch von Bootsektorviren verwendet werden. Auch wurde dort früher eine BIOS-Erweiterung untergebracht, um auch Festplatten mit mehr als 8 GiB zu unterstützen, falls das BIOS des Mainboards dazu nicht imstande war.
Aufgrund der Entwicklung hin zu 4-kiB-Sektoren ist aber ein Alignment auf 63 Sektoren äußerst ungünstig. Daher wird neuerdings eine Lücke von 64 verwendet. Auch andere Zweierpotenzen sind gängig.

### Bootsektor-Signatur
Die Signatur (auch Magische Zahl genannt) besteht aus den 2 Byte 55hex und AAhex. Auf Little-Endian-Systemen wird dies als 16-Bit-Zahl AA55hex interpretiert. Ist die Signatur vorhanden, so geht das BIOS davon aus, dass ein gültiger Bootsektor vorhanden ist. Wird die Signatur nicht gefunden, vermutet das BIOS einen neuen bzw. gelöschten Datenträger. Der Bootvorgang wird dann abgebrochen und eine Fehlermeldung, etwa „Non-System or Non-Bootable Disk“ ausgegeben. Natürlich ist eine korrekte Signatur keine Garantie für einen vorhandenen und funktionierenden Boot-Code. Sie dient lediglich dazu, zu verhindern, dass „leere“ Bootsektoren oder Zufallsdaten ausgeführt werden.
Auch bei Datenträgern, die nicht zum Booten verwendet werden, kann eine fehlende Signatur Auswirkungen haben. Es gibt BIOS-Versionen, die Datenträger ohne gültige Signatur in einem langsameren Modus betreiben. Vor der Geschwindigkeitsmessung (Benchmark) z. B. eines neuen Datenträgers empfiehlt sich daher, zunächst den MBR der betreffenden Platte zu initialisieren.

## MBR bei EFI-basierten Computern
Bei EFI-basierten Computern kommt anstelle der MBR-Partitionstabelle die neuere GUID Partition Table (GPT) zum Einsatz. Aus Gründen der Abwärtskompatibilität enthält jede GPT einen sogenannten Schutz-MBR. Dieser sorgt dafür, dass Betriebssysteme bzw. Programme, die noch nicht mit GPT zurechtkommen, statt eines leeren Datenträgers eine einzige Partition sehen, die sich über die gesamte Datenträgerkapazität erstreckt. Dieser Schutz-MBR lässt sich außerdem dazu benutzen, MBR-basierte Betriebssysteme auf EFI-basierten Computern bei aktivem CSM (Compatibility Support Module, eine BIOS-Emulation) zu installieren, indem die Partitionen der GPT ebenfalls auf der MBR-Partitionstabelle abgebildet werden. Eine solche Konfiguration wird als Hybrid-MBR bezeichnet und wird z. B. von Apple bei dessen Boot-Camp-Software verwendet, was die Installation von Windows-Versionen im nicht-GPT-kompatiblen BIOS-Modus auf Intel-basierten Macs erlaubt. Die EFI-Bootloader rEFIt und dessen Fork rEFInd können mit dem Programm gptsync die GUID- und die MBR-Partitionstabelle synchronisieren.